# Xã Greenbush, Quận Warren, Illinois
Xã Greenbush (tiếng Anh: Greenbush Township) là một xã thuộc quận Warren, tiểu bang Illinois, Hoa Kỳ. Năm 2010, dân số của xã này là 533 người.